# Balham (métro de Londres)
Balham (en anglais : Balham Underground Station), est une station de la Northern line, branche de Morden, du métro de Londres, en zone Travelcard 3. Elle est située sur la Balham High Road, à Balham, sur le territoire du borough londonien de Wandsworth.
Elle est en correspondance avec la gare de Balham de National Rail.

## Situation sur le réseau
La station souterraine Balham, du métro de Londres, est établie, sur la branche Morden de la Northern line, entre les stations Clapham South et Tooting Bec. Elle est en zone Travelcard 3. 
C'est également une station d'échange avec la gare de Balham, située à proximité en surface, desservie par des trains National Rail.

Plans du métro et des transports à Londres
2009.
2014

## Histoire
La station, conçue par Charles Holden, est mise en service le 6 décembre 1926. Elle fait partie de la Morden extension de la Northern Line, à l'époque City & South London Railway (C&SLR).
Lors de la Seconde Guerre mondiale, le 14 octobre 1940, une bombe de 1 400 kg détruit les canalisations d'eau ce qui entraine l'inondation de la station et la mort de 66 personnes qui s'y étaient réfugiées durant une attaque aérienne. La station est rouverte moins d'un an plus tard.

## Services aux voyageurs

### Accès et accueil
La station est située sur Balham Station Road. Le week-end la station est ouverte 24/24.

### Desserte

Installations
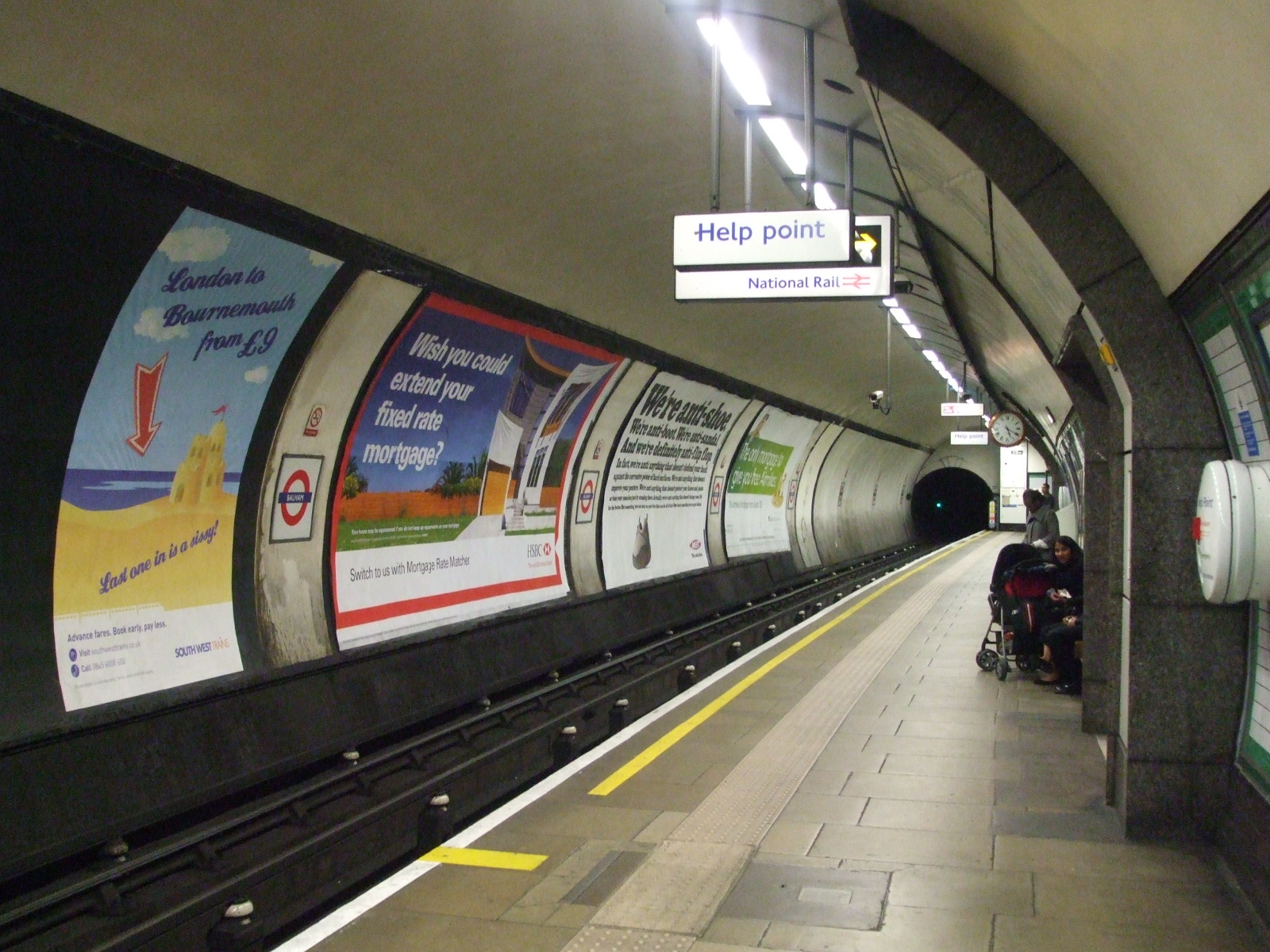
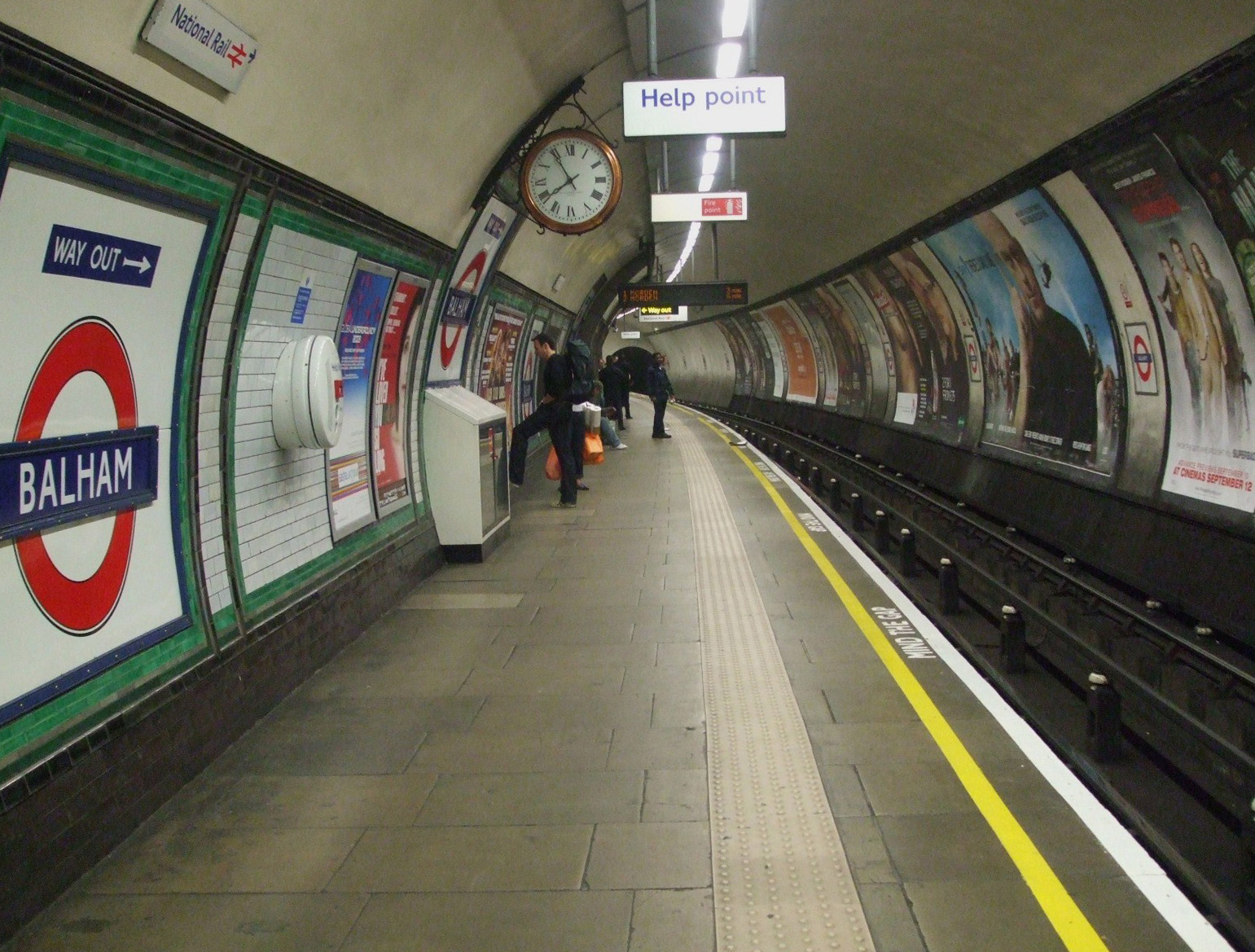
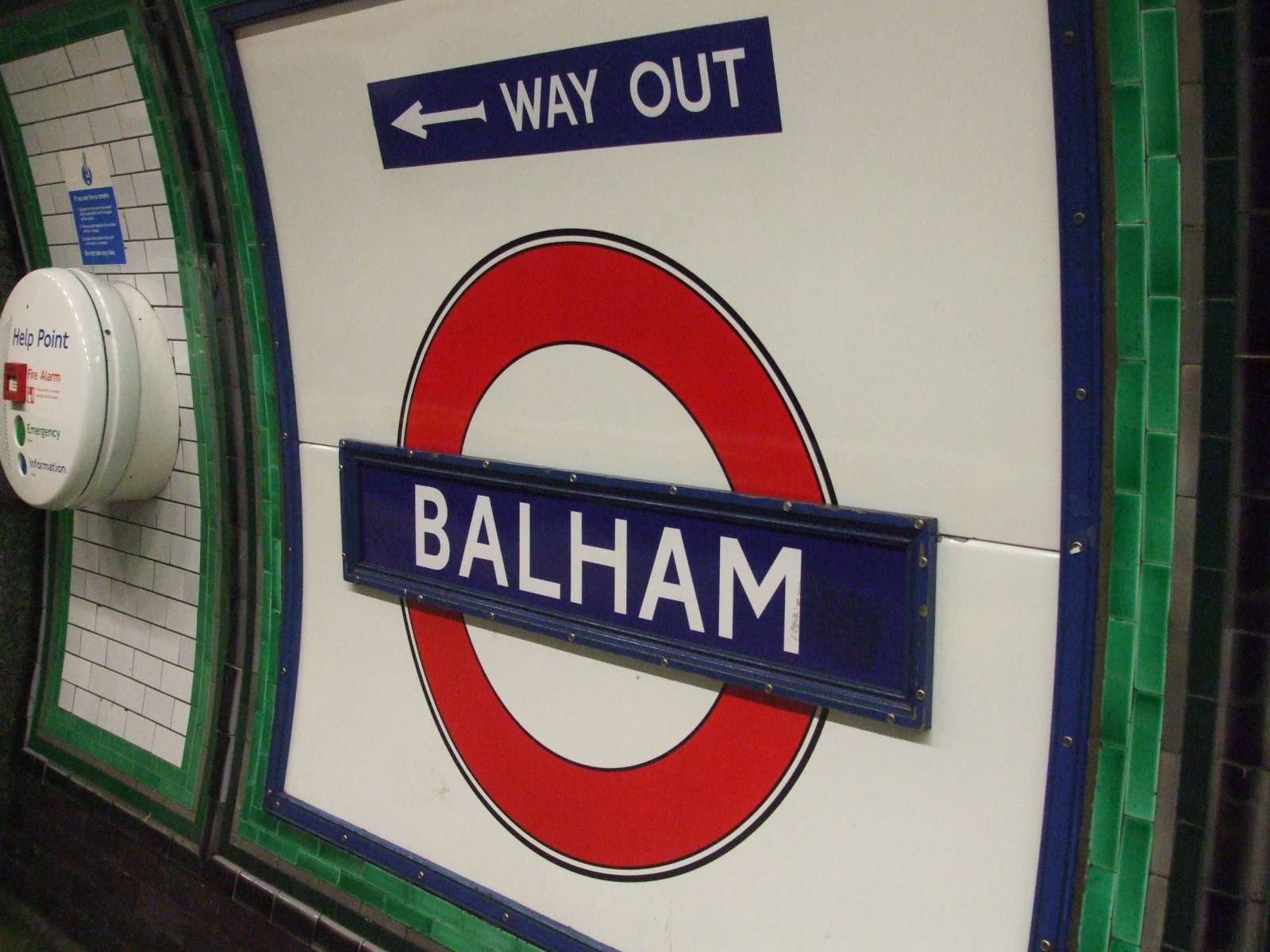

### Intermodalité
La station est desservie par les lignes de bus : 155 (Elephant & Castle, 355 (Brixton - Mitcham), (Morden - Aldwych) service de nuit.
Elle est en correspondance avec la gare de Balham de National Rail.

## À proximité
- Balham
- Gare de Balham